# Шумаков, Яков Сергеевич
Я́ков Серге́евич Шумако́в (5 ноября 1919, Горбуновка, Орловская губерния — 4 сентября 1944, район Острув-Мазовецка, Польша) — участник Великой Отечественной войны, Герой Советского Союза, командир орудия 17-го артиллерийского полка (137-я стрелковая дивизия, 48-я армия, 1-й Белорусский фронт), старший сержант.

## Биография

### Семья и ранние годы
Родился 5 ноября 1919 года в деревне Горбуновке Дмитровского уезда Орловской губернии в семье крестьянина Сергея Петровича Шумакова и его жены Веры Михайловны. Русский. Помимо Якова в семье было ещё 2 сына: Дмитрий (1915—1985) и Валентин (1925—2005), которые также участвовали в Великой Отечественной войне. Также в войне участвовал родной дядя Якова Сергеевича — Иван Петрович Шумаков, который был награждён Орденом Отечественной войны I степени и медалью «За отвагу». Я. С. Шумаков учился в областной школе «Агротехника», затем работал на спиртзаводе в соседнем селе Соломино.

### Военная служба
В 1939 году призван Дмитровским РВК на действительную срочную службу в Красную Армию. Окончил артиллерийскую полковую школу. Участник Великой Отечественной войны с июня 1941 года. Сражался на Западном, Брянском, Центральном, Белорусском, 1-м Белорусском фронтах.
На Западном фронте участвовал в тяжёлых оборонительных боях на территории Белоруссии восточнее Могилёва; на Брянском фронте в качестве красноармейца миномётной роты 409-го стрелкового полка 137-й стрелковой дивизии в составе 3-й армии — в наступательных боях с января до второй половины марта 1942 года в районе Мценска и северо-западнее его — в Болховском районе Орловской области (бои за населённые пункты Чегодаево, Кривцово, Фатиево, на реке Березуйка). В 1943 году вступил в ВКП(б).
В феврале — марте 1943 года на Брянском фронте в составе 48-й армии участвовал в наступательных боях на территории Орловской области в качестве командира орудия 17-го артиллерийского полка. В этих боях орудие Я. С. Шумакова уничтожило 1 шестиствольный миномёт, 1 миномёт, 7 станковых пулемётов, наблюдательный пункт, 2 автомашины, до 70 солдат и офицеров противника. Я. С. Шумаков был награждён медалью «За отвагу».
На Центральном фронте в составе 48-й армии с 15 июля по 18 августа 1943 года участвовал в Орловской наступательной операции — составной части Курского сражения; Черниговско-Припятской наступательной операции (26 августа — 30 сентября 1943 года). На Белорусском фронте в составе 48-й армии участвовал в Гомельско-Речицкой наступательной операции (10 — 30 ноября 1943 года) и последующих боях на территории Гомельской области. Во время боёв за станцию Шацилки Гомельской области на железной дороге Речица — Паричи 17 января 1944 года, находясь в боевых порядках пехоты под непрерывным артиллерийско-миномётным и пулемётным огнём, обнаружил 4 пулемётных точки и 1 орудие, стоявшее на прямой наводке, наблюдательный пункт и жилой блиндаж с находившимся там гарнизоном. Сообщил координаты целей командиру, после чего огнём батареи они были уничтожены.
В бою 18 января 1944 года в районе деревни Заклетное ныне Гомельской области после сильной артиллерийской подготовки противник перешёл в контратаку. Старший сержант Я. С. Шумаков осколком был ранен в плечо. Перевязавшись, поле боя не покинул и продолжал корректировать огонь. Контратака была отбита, уничтожено 12 солдат и офицеров, разбито 3 станковых пулемёта с прислугой. За отличие в этих боях Я. С. Шумаков был награждён орденом Славы 3-й степени.
На 1-м Белорусском фронте в составе 48-й армии участвовал в Бобруйской (24 — 29 июня 1944 года), Минской (29 июня — 4 июля 1944 года) и Люблин-Брестской (18 июля — 2 августа 1944 года) наступательных операциях — этапах Белорусской стратегической наступательной операции. В ходе Люблин-Брестской операции 48-я армия вышла на территорию Польши и в дальнейшем с боями продвигалась на запад, к реке Нарев.
Особо отличился в боях на подступах к реке Нарев. При отражении контратаки крупных танковых сил и пехоты противника 4 сентября 1944 года в районе населённого пункта Качка (ныне гмина Говорово, Остроленкский повят, Мазовецкое воеводство) расчёт его орудия уничтожил 2 средних танка. Когда вышли из строя все номера расчёта, Я. С. Шумаков, заняв место наводчика, продолжал вести огонь, пока не был смертельно ранен.
Звание Героя Советского Союза присвоено 18 ноября 1944 года.
Был похоронен в населённом пункте Старе-Суски (Stare Suski) Острув-Мазовецкого уезда Белостокского воеводства (Польша). Позднее перезахоронен в городе Макув-Мазовецки на воинском кладбище по улице Спортова.

## Награды
- медаль «Золотая Звезда» Героя Советского Союза[1]
- Орден Ленина
- Орден Славы III степени[2]
- Медаль «За отвагу»[3]

## Память
Именем Я. С. Шумакова был назван сквер в Дмитровске на пересечении Коммунистической и Рабоче-Крестьянской улиц.